# Giacomo Simoncini

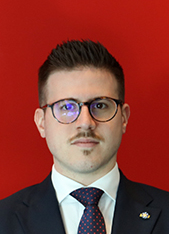
Giacomo Simoncini, 2022

Giacomo Simoncini (* 30. November 1994 in Borgo Maggiore) ist ein Sportmanager und Politiker aus San Marino und war vom 1. Oktober 2021 bis 31. März 2022 zusammen mit Francesco Mussoni Capitano Reggente San Marinos.

## Leben
Simoncini, der in Borgo Maggiore geboren wurde, machte seinen Abschluss in Pharmazie und erhielt die Befähigung zum Lehramt für Chemie. Mit 18 Jahren trat er in die sozialistische Partei San Marinos ein und wurde ein Jahr später Vorstandsmitglied.
Nach den politischen Wahlen im Jahre 2019 wurde Simoncini Mitglied des Consiglio Grande e Generale für das Wahlbündnis Noi per la Repubblica (deutsch: Wir für die Republik).
Als Sportmanager ist Simoncini seit 2017 Vorstandsmitglied der SS Murata und seit 2018 Teammanager der Futsal-Nationalmannschaft von San Marino. Außerdem ist er Präsident des Rotaract Club in San Marino.
| Personendaten    | Personendaten                                |
| ---------------- | -------------------------------------------- |
| NAME             | Simoncini, Giacomo                           |
| KURZBESCHREIBUNG | san-marinesischer Sportmanager und Politiker |
| GEBURTSDATUM     | 30. November 1994                            |
| GEBURTSORT       | Borgo Maggiore                               |